# انتخابات جمعية النواب 1931
أجريت انتخابات جمعية النواب في فلسطين الانتدابية في 5 يناير 1931. برز ماباي كأكبر حزب حينما فاز ب27 من 71 مقعدًا.

## التاريخ

### النظام الانتخابي
كان اختيار الناخبين محدودًا من قبل الجماعات العرقية؛ لا يمكن لليهود الأشكناز أن يصوتوا إلا لقوائم الأشكناز، بينما كان اليهود السفارديم واليهود اليمنيون مقيدين بالمثل. خضعت ما مجموعه 18 قائمة للانتخابات. تم تخفيض عدد المقاعد في الجمعية من 221 إلى 71.

### الحملة
قاطعت الانتخابات أغودات يسرائيل احتجاجًا على السماح للنساء بالتصويت وبسبب نهج يشوب في التعليم الديني والمذابح.

## النتائج
| الحزب                       | الأصوات | %    | المقاعد |
| --------------------------- | ------- | ---- | ------- |
| ماباي                       | 21497   | 43.5 | 27      |
| التنقيحيين                  | 8069    | 16.3 | 10      |
| مزراحي - هابويل هامزراحي    | 4107    | 8.3  | 5       |
| الصهاينة العامة             | 2841    | 5.7  | 5       |
| كتلة السفارديم              | 2301    | 4.7  | 6       |
| السفارديك التنقيحيين        | 2121    | 4.3  | 5       |
| جمعية النساء                | 1861    | 3.8  | 3       |
| العمال السفارديم            | 1653    | 3.3  | 4       |
| اليمنيين                    | 1515    | 3.1  | 3       |
| بوال صهيون                  | 902     | 1.8  | 1       |
| عمال بوروشوف                | 891     | 1.8  | 1       |
| هاشومير هاتزير              | 812     | 1.6  | 1       |
| قائمة البروليتارية          | 524     | 1.1  | 0       |
| مجموعة الحرفيين             | 352     | 0.7  | 0       |
| سفارديك بوال صهيون          | 28      | 0.1  | 0       |
| سيفارديك بوروكوف العمال     | 1       | 0.0  | 0       |
| رابطة الطبقة الوسطى         | -       | -    | 0       |
| هيتاهدوت هايكاريم           | -       | -    | 0       |
| غير صالح / فارغة            | 961     | -    | -       |
| المجموع                     | 50436   | 100  | 71      |
| الناخبين المسجلين / الاقبال | 75046   | 67.2 | -       |
| المصدر: UNISPAL             |         |      |         |

## العواقب
انتخبت الجمعية المجلس الوطني اليهودي المكون من 23 عضوًا. ومن بين الأعضاء الـ23 المنتخبين، كان 11 من مباي، و4 من كتلة سفارديم، و3 من مزراحي، و3 من الصهاينة العامين واثنان من الأحزاب الأصغر. لم ينضم الاصلاحيين إلى المجلس لأن الجمعية رفضت تمرير ثلاثة قرارات قدموها لعدم المشاركة في المجلس التشريعي، ولإلغاء قرار من الوكالة اليهودية للمشاركة في مؤتمر المائدة المستديرة أو لعدم إرسال الأعضاء للتفاوض مع الحكومة البريطانية.
تم انتخاب امرأتين في المجلس الوطني. أصبحت هنريتا زولد عضوًا في اللجنة التنفيذية، وهي أول امرأة تتولى هذا المنصب.